# Bauhcis moranii
Genre
Espèce
Classification phylogénétique
Bauhcis moranii est une espèce éteinte de plantes à fleurs fossiles dicotylédones de la famille des Fabaceae, et de la sous-famille des Caesalpinioideae, originaire du centre du Mexique. Cette espèce a été décrite en 2002 à partir de deux empreintes de feuilles retrouvées dans la formation de Coatzingo, formation géologique de l'Oligocène située près de Tepexi de Rodríguez (Puebla).
Les études morphologiques, confirmées par une analyse en composantes principales (ACP), ainsi qu'une étude cladistique à l'aide du programme Hennig86, montrent que ce fossile peut être classé de façon certaine dans la tribu des Cercideae et qu'il  occupe une position intermédiaire entre le genre Cercis et certaines espèces du genre Bauhinia.

## Étymologie
Le nom générique, « Bauhcis», correspond à l'association des noms génériques Bauhinia et Cercis pour indiquer que les caractères foliaires de ces deux genres se retrouvent sous la forme d'une mosaïque dans le matériau fossile.
L'épithète spécifique, « moranii»,  est un hommage à Dante Jaime Morán-Zenteno, directeur (1994-2002) de l'Institut de géologie de Mexico pour son soutien inconditionnel à la paléobotanique.